# Andrei Sidorenkov
Andrei Sidorenkov est un footballeur estonien, né le 12 février 1984 à Sillamäe en RSS d'Estonie. Il évolue comme arrière gauche.

## Sélection nationale
Présent en sélection depuis 2004, Andrei Sidorenkov est d'abord principalement appelé pour des rencontres amicales.
En 2010, il dispute ses premiers matchs officiels. Le 12 octobre 2010, il inscrit un but contre son camp qui coûte la défaite (0-1) à son équipe face à la Slovénie, en match de qualification pour l'Euro 2012.

## Palmarès
FC Flora Tallinn
- Champion d'Estonie (2) : 2002, 2003
- Vainqueur de la Coupe d'Estonie (1) : 2008